# The Postal Service
The Postal Service var ett amerikanskt synthpopband som bestod av Death Cab for Cuties sångare Ben Gibbard och Jimmy Tamborello från Dntel och Figurine. På bandets första studioalbum, Give Up, medverkade också Jenny Lewis från Rilo Kiley, indierockartisten Jen Wood samt Chris Walla från Death Cab For Cutie. 
Gruppen bildades efter att Gibbard sjöng på en sång, (This is) The Dream of Evan and Chan på ett av Dntels album, Life is Full of Possibillities. Namnet The Postal Service, som betyder ungefär ”Postverket”, kommer av det faktum att de två bandmedlemmarna lever för långt borta från varandra för att arbeta tillsammans ”i verkligheten”. I stället skriver de musik tillsammans genom att skicka den mellan varandra. 
Bandet har en paus sedan 2005.

## Diskografi

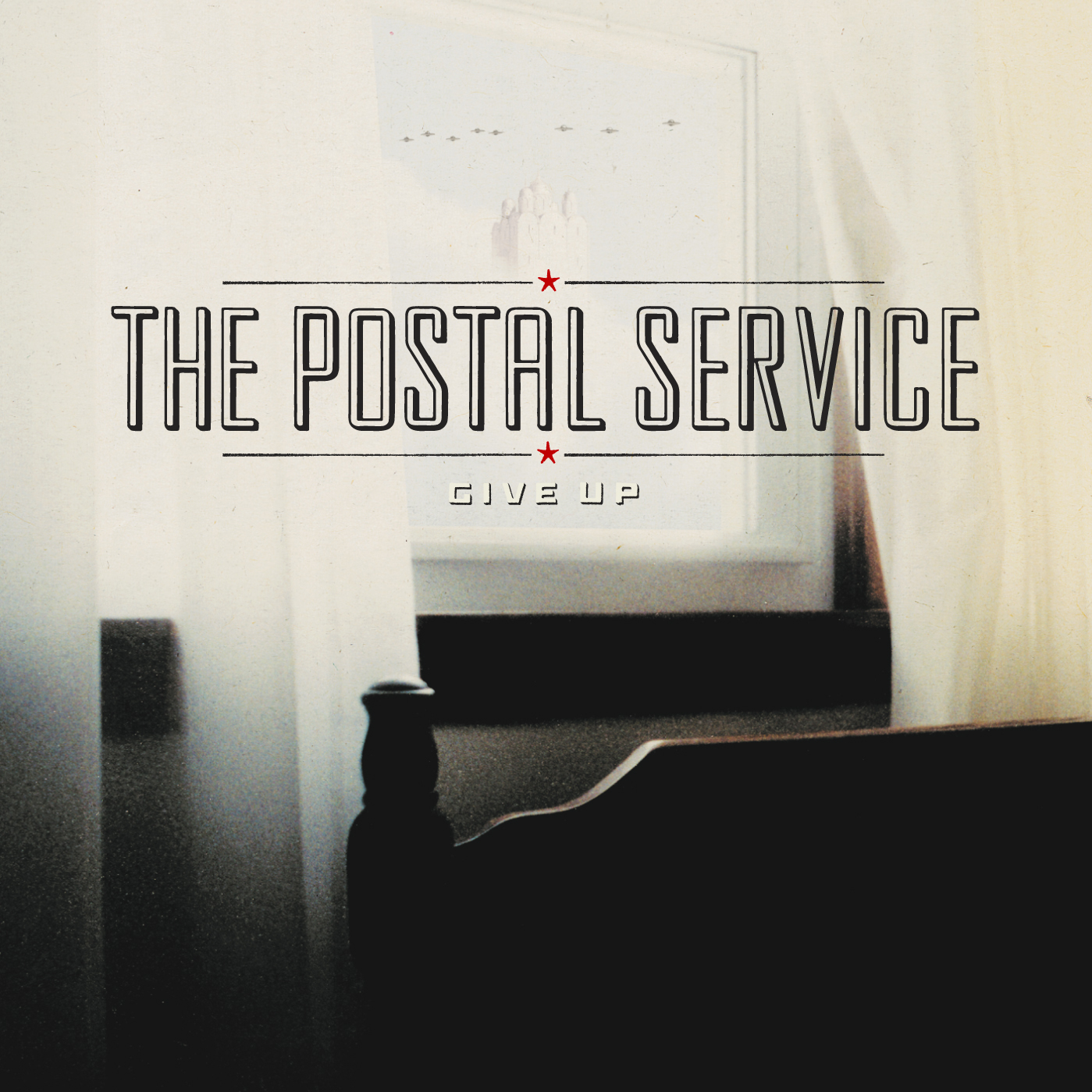
Albumcover "Give Up".

### Such Great Heights
- Släpptes 21 januari 2003 i USA

1. ”Such Great Heights” (4:27)
2. ”There's Never Enough Time” (3:33)
3. ”We Will Become Silhouettes (Cover av The Shins)” (3:01)
4. ”Such Great Heights (Cover av Iron & Wine)” (4:10)

### Give Up
- Släpptes 18 februari 2003 i USA

1. ”The District Sleeps Alone Tonight” (4:44)
2. ”Such Great Heights” (4:26)
3. ”Sleeping In” (4:21)
4. ”Nothing Better” (3:46)
5. ”Recycled Air” (4:29)
6. ”Clark Gable” (4:54)
7. ”We Will Become Silhouettes” (5:00)
8. ”This Place Is a Prison” (3:54)
9. ”Brand New Colony” (4:12)
10. ”Natural Anthem” (5:07)

### The District Sleeps Alone Tonight
- Släpptes 8 juli 2003 i USA

1. ”The District Sleeps Alone Tonight”
2. ”The District Sleeps Alone Tonight (Remix av DJ Downfall)”
3. ”Such Great Heights (Remix av John Tejada)”
4. ”Suddenly Everything Has Changed (The Flaming Lips cover)”

### Ego Tripping At The Gates Of Hell (EP) - The Flaming Lips
- Släpptes 18 november 2003 i USA

1. ”Do You Realize? (The Postal Sevice Remix)” (4:00)

### Wicker Park: Soundtrack Album
- Släpptes 24 augusti 2004 i USA

14. ”Against All Odds” (3:50)

### Give Up (Vinyl)
- Släpptes 9 november 2004 i USA

- LP1: Give Up
  1. ”The District Sleeps Alone Tonight”
  2. ”Such Great Heights”
  3. ”Sleeping In”
  4. ”Nothing Better”
  5. ”Recycled Air”
  6. ”Clark Gable”
  7. ”We Will Become Silhouettes”
  8. ”This Place Is A Prison”
  9. ”Brand New Colony”
  10. ”Natural Anthem”

- LP2: B Sides
  1. ”There's Never Enough Time”
  2. ”We Will Become Silhouettes (Performed by The Shins)”
  3. ”Such Great Heights (performed by Iron & Wine)”
  4. ”Suddenly Everything Has Changed (The Flaming Lips cover)”
  5. ”The District Sleeps Alone Tonight (DJ Downfall Persistent Beat Mix)”
  6. ”Such Great Heights (John Tejada Remix)”

### We Will Become Silhouettes
- Släpptes 8 februari 2005 i USA

1. ”We Will Become Silhouettes” (4:59)
2. ”Be Still My Heart” (3:02)
3. ”Nothing Better (Styrofoam Remix)” (3:31)
4. ”We Will Become Silhouettes (Matthew Dear's Not Scared Mix)” (5:02)

### Be Still My Heart (Nobody Remix) - Singel
- Släpptes 15 februari 2005 i USA

1. ”Be Still My Heart (Nobody Remix)” (3:53)

### Verve Remixed, Vol. 3
- Släpptes 5 april 2005 i USA

1. ”Little Girl Blue (Postal Service Mix)” (5:20)